# Mydromera notochloris
Mydromera notochloris är en fjärilsart som beskrevs av Jean Baptiste Boisduval 1870. Mydromera notochloris ingår i släktet Mydromera och familjen björnspinnare. Inga underarter finns listade i Catalogue of Life.